# Pozadinska dionica
Pozadinska dionica je zvučni zapis na zvučnoj vrpci, CD-u ili digitalnom mediju za snimanje ili MIDI snimka sintesajziranih glazbala, ponekad čisto ritmičke pratnje, često ritam sekcije ili neki drugi praćeni dijelovi uz koje glazbenici pri svirkama uživo sviraju ili pjevaju. Pozadinske dionice omogućuju pjevačima i sastavima dodavanje dionica njihovoj glazbi koje bi inače bilo nepraktično ili nemoguće uživo izvesti, poput dionice sa trzalačkim (žičanim) glazbalima ili zborske dionice snimljene u studiju. Pozadinski snimak može koristiti jednočlani sastav (npr. pjevač– gitarist) radi dodavanja jedne ili više bas-gitara, bubnjeva ili klavijatura u svoje svirke uživo a da pritom ne mora unajmiti dodatne glazbenike. Mali pop ili rock sastav (primjerice power trio) može se služiti pozadinskim snimcima radi dodavanja žičanih ili limenih puhačkih glazbala, bubnjeva ili pozadinskih vokala u svoje izvedbe uživo.